# Ulten
Ulten (Ultimo) tiếng Ý: Ultimo; tiếng Đức: Ulten; Archaic (1230AD): Ultimis; tiếng Latin: Ultimus) là một đô thị ở tỉnh ] Bolzano-Bozen trong vùng Trentino-Alto Adige/Südtirol của Ý, có vị trí cách khoảng 60 km về phía tây bắc của thành phố Trento và khoảng 35 km về phía tây của thành phố Bolzano (de. Bozen). Tại thời điểm ngày 31 tháng 12 năm 2004, đô thị này có dân số 2.968 người và diện tích là 208,8 km².
Đô thị Ulten (Ultimo) có các frazioni (các đơn vị cấp dưới, chủ yếu là các làng) Kuppelwies (Pracúpola), St. Gertraud (San Gertrude), St. Nikolaus (San Nicolò), và St. Walburg (Santa Valburga).
Ulten (Ultimo) giáp các đô thị:, Kastelbell-Tschars (Castelbello-Ciardes), Latsch (Laces), Laurein (Lauregno), Martell (Martello), Naturns (Naturno), Proveis (Proves), St. Pankraz (San Pancrazio), Bresimo, Rabbi, và Rumo.